# Richárd Bohus
Dans le nom hongrois Bohus Richárd, le nom de famille précède le prénom, mais cet article utilise l’ordre habituel en français Richárd Bohus, où le prénom précède le nom.
Richárd Bohus, né le 9 avril 1993 à Békéscsaba, est un nageur hongrois spécialiste du dos.

## Biographie
Il est médaille de bronze aux Championnats d'Europe à Debrecen en 2012 lors du 50 m dos à égalité avec deux autres nageurs, Dorian Gandin et Guy Barnea.
Il a participé aux Jeux olympiques de Londres 2012, lors desquels il a pris part au 100 m dos, épreuve dans laquelle il a été éliminé au stade des séries avec le vingt-deuxième temps.
Il est médaille d'argent aux Championnats d'Europe à Londres en 2016 lors du 50 m dos derrière Camille Lacourt. Il est aussi médaillé de bronze au titre du relais 4 x 100 mètres quatre nages.

## Palmarès

### Championnats du monde

#### Grand bassin
- Championnats du monde 2017 à Budapest :
  -  Médaille de bronze du relais 4 × 100 m nage libre